# Gustave Pictet
Gustave-Jules Pictet (* 24. April 1827 in Genf; † 14. Mai 1900 ebenda) war ein Schweizer Jurist und Politiker.

## Leben

### Familie
Gustave Pictet entstammte der Familie Pictet, die ursprünglich aus Neydens stammte, und war der Sohn des Politikers und Historikers Jules Pictet (* 29. Juni 1795 in Vernier; † 16. Januar 1888 in Genf) und dessen erster Ehefrau Adélaïde (* 1. Januar 1807 im Genf; † 2. September 1829 ebenda), die Tochter von Jacob-Michel-François de Candolle (1778–1841), Gründer der Bank Pictet (siehe Pictet-Gruppe); sein Bruder war der Bankier und Politiker Ernest Pictet.
Er war ein Grossneffe von Augustin-Pyrame de Candolle, Botaniker und Naturwissenschaftler.
Zu seinen Neffen gehörten der Ingenieur und Fabrikant Lucien Pictet, der Chemiker Amé Jules Pictet, der Bankier Guillaume Pictet (1860–1926), der Naturwissenschaftler Arnold Pictet (1869–1948) und der Politiker Paul Pictet (1862–1947).  
Seit 1851 war Gustave Pictet mit Louise-Amélie (* 4. April 1828 in Genf), der Tochter des französischen Rechtsanwalts Ferdinand Lambert, verheiratet.

### Werdegang
Gustave Pictet immatrikulierte sich 1846 zu einem Studium der Rechtswissenschaften an der Universität Heidelberg und setzte das Studium von 1847 bis 1848 an der Universität Paris sowie von 1848 bis 1851 an der Universität Genf fort; 1851 promovierte er zum Dr. jur.
Von 1851 bis 1874 und von 1884 bis zu seinem Tod war er als Advokat in Genf tätig.
1851 war er stellvertretender Friedensrichter und von 1875 bis 1876 Bundesrichter in der Anklagekammer sowie von 1876 bis 1900 Ersatzrichter am Bundesgericht und von 1876 bis 1884 Friedensrichter in Genf; als Ersatzmann am Bundesgericht wurde 1900 Marc-Eugène Ritzchel (1856–1931) ernannt.

### Politisches Wirken
Gustave Pictet war von 1854 bis 1855 und von 1864 bis 1890 Genfer Grossrat (1870 bis 1872 Vizepräsident) sowie von 1872 bis 1874, von 1878 bis 1881 und von 1884 bis 1887 Nationalrat; im Nationalrat folgte ihm Charles Chalumeau 1875 nach. In der Zeit vom 1. Dezember 1890 bis zum 1. Juli 1891 war er auch im Ständerat vertreten.
Er war ein überzeugter Demokrat und bekämpfte sowohl den kompromisslosen Radikalismus von James Fazy als auch den eidgenössischen Zentralismus. 1873 setzte er sich für die strikte Trennung von Kirche und Staat ein und 1874 war er Präsident der Kommission, die sich mit der Revision des Strafgesetzbuches befasste.

## Mitgliedschaften
Gustave Pictet war Mitglied in der Allgemeinen Geschichtforschenden Gesellschaft der Schweiz (siehe Schweizerische Gesellschaft für Geschichte).